# Saltillo (Coahuila)
Saltillo – miasto w północnym Meksyku, w górach Sierra Madre Wschodnia, na wysokości około 1600 metrów, stolica stanu Coahuila. Około 591 tys. mieszkańców.
Miasto założone zostało w XVI wieku.
W mieście rozwinął się przemysł hutniczy, maszynowy, metalowy oraz spożywczy. Rozwinięte rzemiosło artystyczne.

## Miasta partnerskie
- Lansing, Stany Zjednoczone[4]
- Auburn Hills, Stany Zjednoczone[4]
- Fort Worth, Stany Zjednoczone[5]
- Windsor, Kanada[4]
- Fredericton, Kanada[5]
- Alma, Kanada[5]
- Coyoacán, Meksyk[5]
- Gwatemala, Gwatemala[4]
- San José, Kostaryka[4]
- Holguín, Kuba[4]
- Itagüí, Kolumbia[4]
- Córdoba, Argentyna[4]
- Tlaxcala, Meksyk[4]
- Álvaro Obregón, Meksyk[4]
- Bustamante, Meksyk[5]
- Torreón, Meksyk[5]
- San Buenaventura, Meksyk[6]
- Progreso, Meksyk[7]
- Austin, Stany Zjednoczone[4]
- Reynosa, Meksyk[4]
- Santiago, Meksyk[4]
- Orlando, Stany Zjednoczone[4]
- Guadalajara, Meksyk[8]